# Montfort-en-Chalosse
Montfort-en-Chalosse är en kommun i departementet Landes i regionen Nouvelle-Aquitaine i sydvästra Frankrike. Kommunen ligger i kantonen Montfort-en-Chalosse som tillhör arrondissementet Dax. År 2022 hade Montfort-en-Chalosse 1 223 invånare.

## Befolkningsutveckling
Antalet invånare i kommunen Montfort-en-Chalosse
Referens:INSEE